# Teodorico II di Katlenburg
Teodorico II di Katlenburg (... – Berka/Werra, 21 gennaio 1085) fu conte in Liesgau e Rittigau con il feudo ereditato di Einbeck dal 1056.

## Biografia
Nelle fonti contemporanee, a differenza dei suoi antenati, viene indicato per la prima volta in area sassone a partire dal 1075 come conte di Katlenburg, dal nome della nuova tipologia di castelli alti. È probabile che abbia posto il castello di Katlenburg, nei pressi dell'attuale Katlenburg, eretto probabilmente nell'XI secolo, in una posizione strategica ai margini dei monti Harz e che abbia utilizzato i suoi diritti forestali ai piedi dei monti Harz come sede del suo potere.
Era l'unico figlio del conte Teodorico I di Katlenburg e Bertrada d'Olanda, figlia del conte Teodorico III d'Olanda della stirpe dei Gerulfingi.
Teodorico probabilmente apparteneva al gruppo dirigente nella rivolta della nobiltà sassone orientale e angriano contro rispettivamente il re e imperatore Enrico IV: questo aveva iniziato a rivendicare diritti di sovranità nella Sassonia orientale e nella regione dell'Harz e a costruire nuovi tipi di castelli in cima alle colline. Il conte Teodorico, a sua volta, si era impadronito dei diritti di mercato e di conio a Gittelde, nonché dei diritti sulla foresta in questa regione pedemontana dell'Harz. Questo fece dei conti di Katlenburg una delle poche famiglie nobili della Germania settentrionale ad avere una zecca; per proteggerla, Teodorico II o suo figlio costruirono probabilmente la vicina Stauffenburg su un ex territorio imperiale.
Se Teodorico voleva espandere la sua posizione di potere, l'influenza di re Enrico in quest'area doveva essere indebolita. Nel 1075 Teodorico II prese parte alla battaglia di Langensalza, ma, come la maggior parte degli insorti, dovette sottomettersi. Nel 1076, insieme a Ermanno Billung († 1086), il primo del gruppo dei principi imprigionati, riuscirono a tornare in Sassonia, dove ripresero la lotta contro il re Enrico IV.
Nel gennaio 1085, a Gerstungen, si svolsero i negoziati tra Enrico e i Sassoni, durante i quali i gregoriani (seguaci di papa Gregorio VII) tentarono di riunire i Sassoni in un fronte compatto contro il sovrano. Al successivo incontro con i Sassoni nella vicina Berka, scoppiò una lite tra loro perché ritenevano che Teodorico e il vescovo di Hildesheim Udo di Gleichen-Reinhausen fossero passati dalla parte del re. Nella mischia, lui e un suo parente omonimo rimasero uccisi.
Intorno al 1080, fondò la chiesa e il monastero di Sant'Alessandro come Hauskloster nella sua fattoria ereditaria a Einbeck. Durante gli scavi nella chiesa, nel 1975, è stata scoperta una tomba a nicchia con testa di pietra in posizione prominente, che viene interpretata come il luogo di sepoltura del fondatore Teodorico II. Sembra che il giorno della sua morte fosse ancora commemorato da parte del monastero di Sant'Alessandro nel XVI secolo.

## Matrimonio e figli
Teodorico II sposò Gertrude la Giovane di Brunswick (nata attorno a l1060), figlia del margravio Egberto I di Meißen della stirpe dei Brunonidi. Essi ebbero un figlio:
- Teodorico III di Katlenburg (intorno al 1075/80-12 agosto 1106).